# Concours Eurovision des jeunes musiciens 2004
- Pays ayant sélectionné leur artiste et/ou leur chanson
- Pays ayant participé dans le passé, mais pas en 2004
- Pays participants non qualifiés pour la finale

Berlin 2002 Vienne 2006
Le Concours Eurovision des jeunes musiciens 2004 fut la douzième édition de ce concours. La finale fut organisée au Palais de la culture et des congrès de Lucerne, en Suisse le 27 mai 2004. 
Des jeunes musiciens de 7 pays participèrent à la finale télévisée de cette édition. Ils furent tous accompagnés par le Lucerne Symphony Orchestra, sous la direction de Christian Arming.

## Résultats de la finale
| Rang | Pays       | Chanteur              | Instrument |
| ---- | ---------- | --------------------- | ---------- |
| 1    | Autriche T | Alexandra Soumm       | Violon     |
| 2    | Allemagne  | Koryun Asatryan       | Saxophone  |
| 3    | Russie     | Dinara Nadzhafova     | Piano      |
| -    | Estonie    | Jaan Kapp             | Piano      |
| -    | Norvège    | Vilde Frang Bjaerke   | Violon     |
| -    | Pologne    | Agnieszka Grzybowska  | Percussion |
| -    | Suisse H   | Giuliano Sommerhalder | Trompette  |